# Casting couch

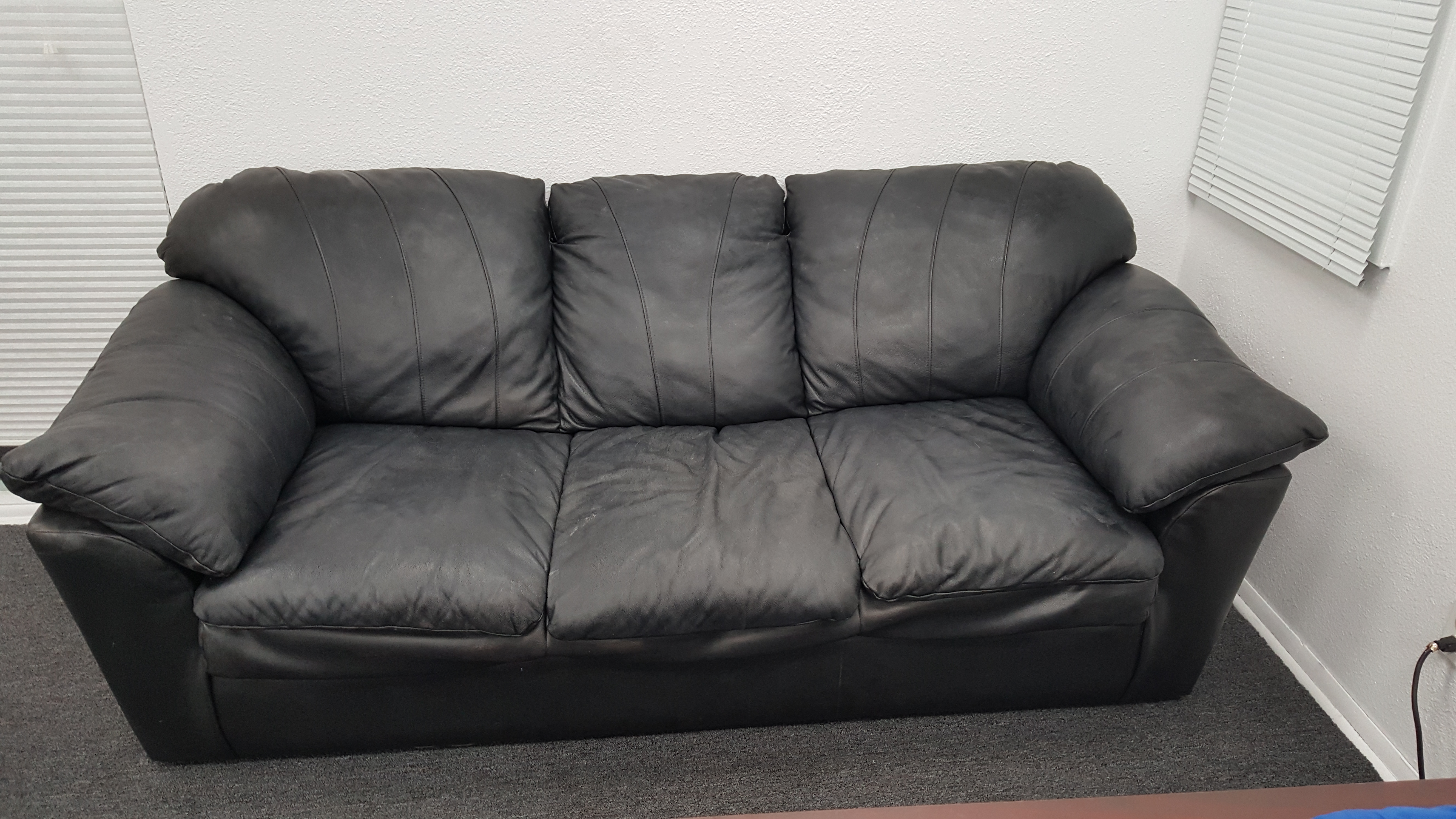
Un casting couch fisico nel set di un sito pornografico

Casting couch (letteralmente: "divano per il casting") è un eufemismo della lingua inglese usato per indicare l'atto con cui una persona che ha la possibilità di assegnare ruoli per formare un cast richiede prestazioni sessuali agli aspiranti attori o attrici. Anche le raffigurazioni di incontri sessuali sul divano per il casting sono diventate un genere di pornografia.

## Origine dell'espressione
L'espressione è stata coniata nell'industria cinematografica, settore in cui il fenomeno è molto più diffuso, per indicare quei casting riservati in cui produttori o registi preferivano avere colloqui privati con le aspiranti attrici per ottenere favori sessuali, per poi concedergli ruoli privilegiati in medie o grandi produzioni cinematografiche oppure apparizioni nel mondo dello spettacolo.
I casting couch hanno generato numerosi scandali sessuali in diversi campi: cinema, musica, televisione e persino politica, e in alcuni casi si è espressamente parlato di abuso di potere in quanto le vittime non erano sempre consenzienti all'atto ma obbligate dal contesto. L'affermazione nella cultura popolare di questi scandali di natura sessuale ha portato alla nascita di sottogeneri dell'industria pornografica, chiamati appunto "casting couch".
Alcuni casi di casting couch nell'industria cinematografica:
- il regista polacco Roman Polanski, accusato nel 1977 di violenza sessuale nei confronti di una tredicenne, nella sua autobiografia Roman by Polanski, pur ammettendo i fatti, si difese sostenendo che la ragazza era consenziente e che il rapporto sarebbe stato favorito dalla stessa madre di lei al fine di favorire la carriera della figlia nel mondo cinematografico. Il giudice formulò tuttavia l'accusa di stupro sulla base del fatto che la ragazza, oltre ad essere stata ubriacata e drogata, non aveva raggiunto all'epoca dei fatti l'età del consenso;
- l'attrice cinese Zhang Yu nel 2006 ha pubblicato 20 video pornografici che la ritraevano intenta nell'attività, allegando documenti che provavano la natura di casting couch che le hanno permesso di ottenere ruoli in diverse pellicole;[1]
- l'attrice statunitense Megan Fox ha dichiarato nel 2009 di aver ricevuto richieste sessuali da alcuni registi con la promessa di ruoli importanti;[2]
- l'attrice indiana Suchitra Krishnamoorthi ha dichiarato nel 2009 d'essere stata avvicinata, tramite il suo blog, da un produttore cinematografico che voleva offrirle una parte in un film, ma di avere in seguito ricevuto da quell'uomo richieste di prestazioni sessuali in cambio dell'ingaggio.[3]

## Pornografia

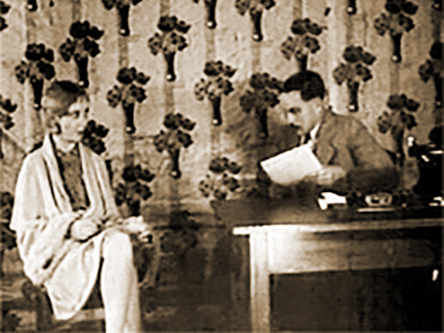
Un fotogramma di The Casting Couch (1924)

Il cortometraggio The Casting Couch (1924) fu una delle prime rappresentazioni del divano del casting in ambito pornografico che in seguito divenne banale man mano che cresceva in popolarità. Nel film un direttore del casting dice a una giovane attrice di indossare un costume da bagno durante un'audizione, la spia in modo voyeuristico mentre si spoglia in un'altra stanza ed entra nella stanza per avere un rapporto. L'attrice inizialmente respinge con disgusto le sue avances, ma torna dal regista dopo aver seguito il consiglio di un libro intitolato Come diventare una star del cinema. Esegue fellatio e rapporti vaginali in cambio di un ruolo nel film; quest'ultimo si svolge su un divano. The Casting Couch si conclude con una didascalia che afferma: "l'unico modo per diventare una star è affidarsi a un buon regista e farsi strada". Ben Zimmer ha attribuito al film il merito di aver reso popolare il termine casting couch. La tendenza degli scenari di casting couch utilizzati sui siti web di pornografia è iniziata con Backroom Casting Couch nel 2007.